# アンドリュー・ショブリン
アンドリュー・フランシス・ショブリン（Andrew Francis Shovlin、1973年11月1日 - ）は、イギリスの自動車技術者であり、自動車レースのフォーミュラ1（F1）のエンジニアとして知られる。通称は「ショブ」（Shov）。

## 経歴
リーズ大学で機械工学の学士号、次いで車両運動力学とそのシミュレーションの研究で博士号を取得して1998年に博士課程を修了。学生時代は博士課程の研究として軍用兵站車両の開発に協力するなどした。また、1997年にはフォーミュラSAEに参加した。フォーミュラSAEは米国発祥であり、この時のリーズ大学のエントリーはヨーロッパの大学としては初参戦となった。

### レースエンジニア
1998年にブリティッシュ・アメリカン・レーシング（BAR）に加わってF1におけるキャリアを始め、同チームの最初期メンバーの一人として翌1999年の同チームのデビューに参加した。
当初は開発部門に所属し、ビークルダイナミシスト（車両運動力学の専門家）を務めていたが、2001年からアシスタントレースエンジニアを務めるようになり、2004年にジェンソン・バトン担当のシニアレースエンジニアとしてサーキットに詰めるようになった。その後、2009年にかけて5年に渡ってバトンのシニアレースエンジニアを務め、浮沈の多いシーズンを過ごした末、バトンは2009年にブラウンGPとなったチームでワールドチャンピオンを獲得した。
2010年にチームはメルセデスのワークスチームとなり、バトンはマクラーレンへと去ったため、この年は新たに加入したミハエル・シューマッハ担当のシニアレースエンジニアを務めた。

### トラックサイドエンジニアリングディレクター
2011年にチーフレースエンジニアとなり、2017年にトラックサイドエンジニアリングディレクターに昇進した。この役職はサーキットにおいてエンジニアリングチームのパフォーマンスを最大限引き出すことを目的としたものであり、車両パフォーマンスに影響を与えるあらゆることに責任を負っている。レース週末においては、車両のパフォーマンスを万全に引き出すことについて責任を負っており、サーキットのピットガレージのエンジニアたちとチームの本拠地であるブラックリーのファクトリーのエンジニアたちを円滑に橋渡しする役割も持っている。その後、2022年現在も同職にある。

## 人物
バトンのレースエンジニアを長く務めたことから、その自伝の中でも言及されており、頭脳明晰な男と評されている。
2008年12月1日にホンダがF1からの撤退をチーム側に最初に伝えた際、ロス・ブラウン、ニック・フライ、ロン・メドウズといった少数の幹部とともにその報せに接した一人である。ホンダの撤退が公になるとBMWザウバーから強く勧誘されたが、ブラウンとフライがチームの存続に向けて尽力していることを知っていたことから、それに賭けて申し出を断ったという。結果として、BARに加入して以降、20年以上に渡り同じチームに所属し続けている。

## 栄典
- 1998年・ヴィアー子爵賞（英国機械学会（英語版））[3]
- 2017年・名誉博士（リーズ大学）[3]